# Zdroje (województwo podlaskie)
Zdroje – wieś w Polsce, położona w województwie podlaskim, w powiecie białostockim, w gminie Czarna Białostocka.
Od 1 stycznia 1973 do 30 czerwca 1987 w gminie Korycin
W latach 1975–1998 miejscowość należała administracyjnie do województwa białostockiego.
Wierni kościoła rzymskokatolickiego należą do parafii Niepokalanego Serca Najświętszej Maryi Panny w Marianowie.